# Andreninae

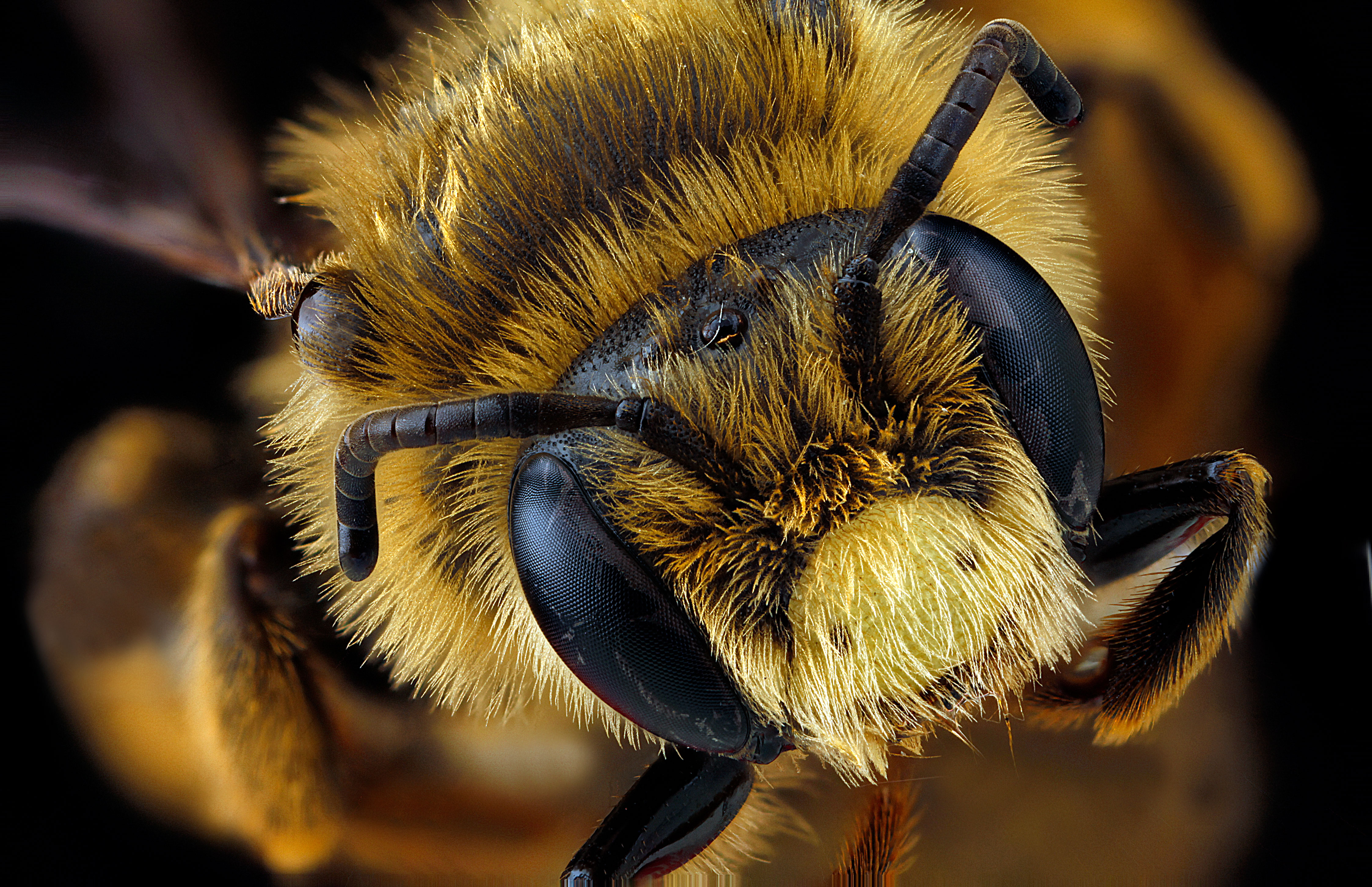
Andrena rudbeckiae, macho

Andreninae es una subfamilia de abejas de la familia Andrenidae. Es casi cosmopolita, predominantemente holártica. El género más numeroso es Andrena con 1500 especies. Los cinco géneros restantes contienen solamente una docena de especies. 
Las hembras de los tres géneros (Ancylandrena, Andrena y Megandrena) tienen fóveas faciales, depresiones suavemente velludas en el rostro entre los ojos y antenas. En los otros géneros las fóveas están muy reducidas, a lo sumo un pequeño surco o puntuación cerca del margen superior del ojo. El género Andrena es casi cosmopolita. Ancylandrena y Megandrena se encuentran solamente en las regiones desérticas del suroeste de Norteamérica, en Nevada, California (Sonora y Baja California); mientras Euherbstia y Orphana están restringidas a las zonas desérticas de Chile. 
A diferencia de la subfamilia Panurginae, ninguna de las especies de Andreninae tienen marcas amarillentas en el cuerpo, solamente en el rostro; generalmente estas marcas están presentes solo en los machos.

## Géneros
- Ancylandrena
- Andrena
- Euherbstia
- Megandrena
- Orphana